# العلاقات المارشالية السويسرية
العلاقات المارشالية السويسرية هي العلاقات الثنائية التي تجمع بين جزر مارشال وسويسرا.

## مقارنة بين البلدين
هذه مقارنة عامة ومرجعية للدولتين:
| وجه المقارنة                                              | جزر مارشال                     | سويسرا                                                                                      |
| --------------------------------------------------------- | ------------------------------ | ------------------------------------------------------------------------------------------- |
| المساحة (كم2)                                             | 181                            | 41.28 ألف                                                                                   |
| عدد السكان (نسمة)                                         | 53.13 ألف                      | 8.21 مليون                                                                                  |
| الكثافة السكانية (ن./كم²)                                 | 29.35 ألف                      | 198.89                                                                                      |
| العاصمة                                                   | ماجورو                         | برن                                                                                         |
| اللغة الرسمية                                             | لغة إنجليزية، اللغة المارشالية | اللغة الألمانية، اللغة الإيطالية، لغة فرنسية، اللغة الرومانشية، الألمانية السويسرية الموحدة |
| العملة                                                    | دولار أمريكي                   | فرنك سويسري                                                                                 |
| الناتج المحلي الإجمالي (بليون دولار)                      | 199.40 مليون                   | 678.89 مليار                                                                                |
| الناتج المحلي الإجمالي (تعادل القوة الشرائية) بليون دولار | 207.25 مليون                   | 518.07 مليار                                                                                |
| الناتج المحلي الإجمالي الاسمي للفرد دولار أمريكي          | 3.38 ألف                       | 80.94 ألف                                                                                   |
| الناتج المحلي الإجمالي للفرد دولار أمريكي                 | 3.80 ألف                       | 59.54 ألف                                                                                   |
| مؤشر التنمية البشرية                                      |                                | 0.930                                                                                       |
| رمز المكالمات الدولي                                      | +692                           | +41                                                                                         |
| رمز الإنترنت                                              | .mh                            | .ch، .swiss ‏                                                                                |
| المنطقة الزمنية                                           | ت ع م+12:00                    | توقيت وسط أوروبا، ت ع م+01:00، ت ع م+02:00، أوروبا/زيورخ ‏                                   |

## منظمات دولية مشتركة
يشترك البلدان في عضوية مجموعة من المنظمات الدولية، منها:
| علم المنظمة | اسم المنظمة                   | تاريخ انضمام جزر مارشال | تاريخ انضمام سويسرا |
| ----------- | ----------------------------- | ----------------------- | ------------------- |
|             | مؤسسة التمويل الدولية         | 23 سبتمبر 1992          | 29 مايو 1992        |
|             | منظمة حظر الأسلحة الكيميائية  | ?                       | ?                   |
|             | يونسكو                        | 30 يونيو 1995           | 28 يناير 1949       |
|             | الاتحاد الدولي للاتصالات      | 22 فبراير 1996          | 1866                |
|             | الأمم المتحدة                 | 17 سبتمبر 1991          | 10 سبتمبر 2002      |
|             | منظمة الشرطة الجنائية الدولية | ?                       | ?                   |
|             | البنك الدولي للإنشاء والتعمير | 21 مايو 1992            | 29 مايو 1992        |
|             | مؤسسة التنمية الدولية         | 19 يناير 1993           | 29 مايو 1992        |
|             | بنك التنمية الآسيوي           | 1990                    | 1967                |

## وصلات خارجية
- موقع وزارة الخارجية السويسرية